# Рачица (Севница)
Рачица (словен. Račica) је насељено место у општини Севница, Посавска регија, Словенија.

## Историја
До територијалне реорганизације у Словенији била је у саставу старе општине Севница.

## Становништво
У попису становништва из 2011. године, Рачица је имала 202 становника.
| Број становника према пописима | Број становника према пописима | Број становника према пописима |
| ------------------------------ | ------------------------------ | ------------------------------ |
| 1991                           | 2002                           | 2011                           |
| 222                            | 207                            | 202                            |